# Elin Asker

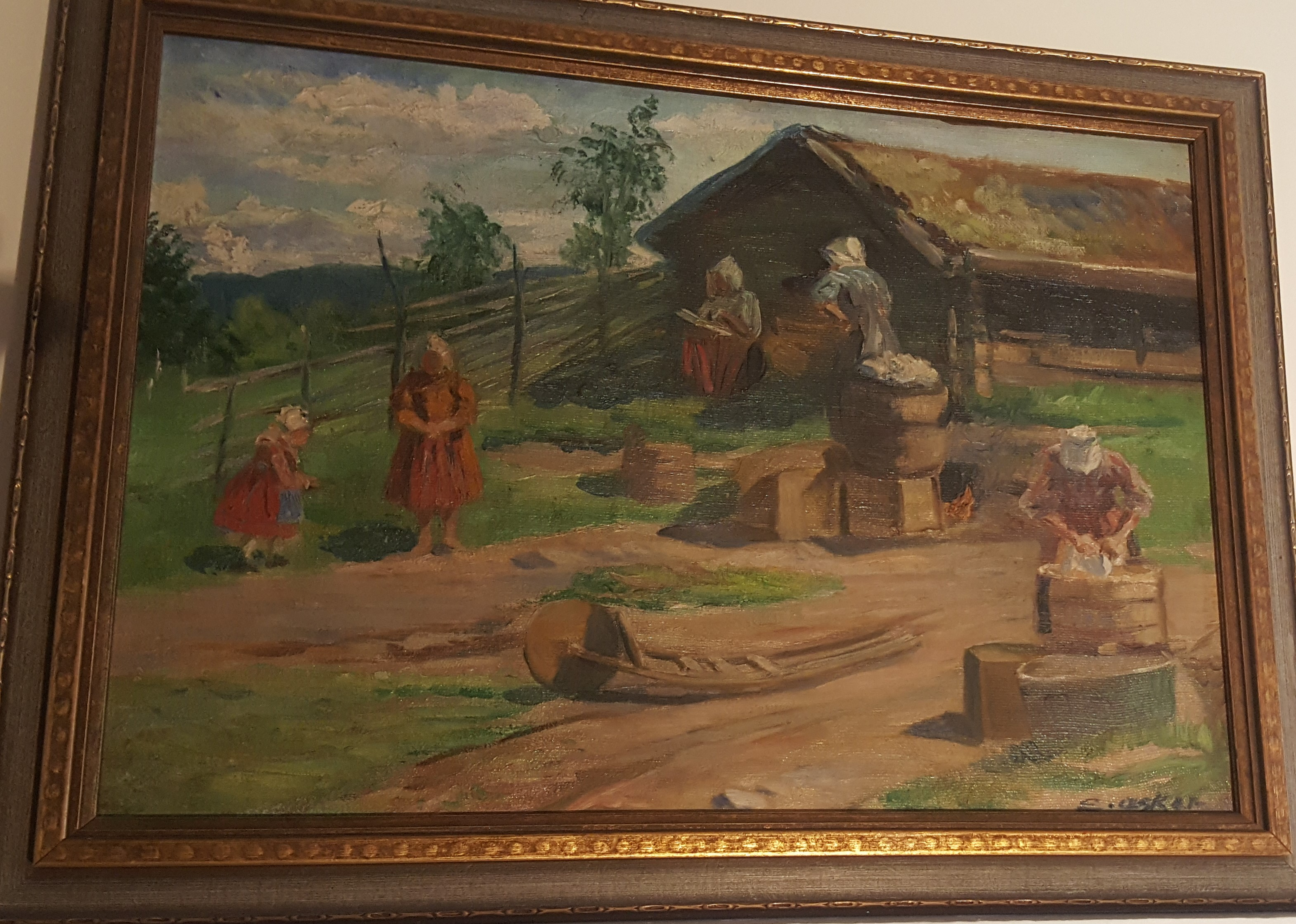
Tavla av Elin Asker

Elin Hedda Maria Asker, född 16 juli 1872 på Frescati, död 24 juni 1964 i Stockholm, var en svensk målare.
Hon var dotter till envoyén friherre Carl Fredrik Herman Palmstierna och Hanna Maria Edla von Holst och från 1911 gift med kaptenen vid flottan Carl Fredrik Asker. Hon studerade vid Althins målarskola och som privatelev till Johan Tirén och Alf Wallander. Hon medverkade i samlingsutställningar arrangerade av Föreningen Svenska Konstnärinnor i Stockholm, Karlstad, Jönköping och New York. Hennes konst består av landskap och stadsbilder i en naturalistisk stil.